# Pingback
Pingback es un método para que los autores de la web soliciten una notificación cuando alguien enlaza uno de sus documentos. El envío y la recepción de esta información es transparente al usuario. Esto permite a autores no perder de vista quién los está enlazando. Algunas herramientas de sistema de bitácoras, como WordPress, permiten pingback cuando el artículo es publicado. Es necesario entonces que el sitio referido implemente un servicio de recogida de pingbacks y que el autor de ese documento declare en el documento referido la ubicación de este servicio, de esa manera el método es completamente funcional.
En esencia, un pingback es una solicitud XML-RPC (que no debe confundirse con un ping ICMP) enviado desde el sitio A al sitio B, cuando un autor del blog en el sitio A escribe un post que enlace con el sitio B. Sin embargo, también requiere un enlace. Cuando el sitio B recibe la señal de notificación, se vuelve automáticamente al sitio la comprobación de la existencia de un vínculo de acceso directo. Si existe ese vínculo, el pingback se registra con éxito. Esto hace los pingbacks menos propensos a crear spam que los trackbacks.